# Försvarsutskottet (Finland)
Försvarsutskottet (FsU) är ett permanent utskott i Finlands riksdag som handlägger ärenden som värnplikten, försvarsmakten, undantagslagstiftning och fredsbevarande verksamhet. I likhet med övriga fackutskott har försvarsutskottet 17 medlemmar och 9 ersättare.